# Žichovice
Žichovice település Csehországban, a Klatovyi járásban. Žichovice Čímice, Rabí, Domoraz, Hejná és Nezamyslice településekkel határos. Lakosainak száma 627 fő (2024. január 1.).

## Népesség
A település lakosságának változását az alábbi diagram mutatja:
| Lakosok száma | 497  | 610  | 559  | 694  | 695  | 648  | 662  | 648  | 612  | 627  |
|               | 1869 | 1900 | 1921 | 1961 | 1980 | 2011 | 2016 | 2019 | 2021 | 2024 |